# Sinéad Moynihan
Pour les articles homonymes, voir Moynihan.
Sinéad Moynihan, née en 1982 à Salford, Royaume-Uni, est un mannequin et une actrice anglaise.

## Vie privée
Elle est l'aînée de trois sœurs et a deux fils, Dillon né en 2003 et Jacob né en 2008.

## Carrière
Sinead a commencé le mannequinat à l'âge de 16 ans.
En 2006, alors âgée de 24 ans elle joue le rôle d'Ashley Webb, une adolescente top model dans la série de BBC Three, Drop Dead Gorgeous.
En octobre 2007, elle rejoint la série Hollyoaks, sur Channel 4, où elle joua le rôle de Beth Clement jusqu'en avril 2008. Elle a aussi joué le rôle d'Abby Jones dans la série de BBC Three, How Not to Live Your Life.